# Škoda 154
Škoda 154 byl užitkový automobil vyráběný automobilkou Škoda od roku 1929 do roku 1931. Byly to hlavně valníky, autobusy nebo hasičské vozy. Vyrobilo se celkem 750 kusů.
Motor byl vodou chlazený řadový čtyřválec SV o objemu 1944 cm³, měl výkon 22 kW (30 koní). Vůz mohl jet maximálně 60 km/h.
Autobusová verze byla nabízena ve dvou variantách. Vozy s uzavřenou karoserií měly kapacitu 12 sedících a 3 stojící cestující, otevřené vyhlídkové autobusy pro cestovní kanceláře se skládací plátěnou střechou mohly pojmout nanejvýš 16 sedících cestujících.